# الدوري الألماني لكرة اليد
الدوري الألماني الدرجة الأولى لكرة اليد (HBL) وهو برعاية من قبل الرابطة وتويوتا منذ عام 2007، وبالتالي فإنه يسمى دوري كرة اليد تيوتا الألماني.

## التاريخ
تأسست الجامعة في 1965 وعملت في البداية مع قسمين الإقليمية، والشمال والجنوب. منذ 1977 عمل الدوري الألماني مع قسم واحد في دوري الدرجة الأولى، التي تتألف حاليا من 18 ناديا. في 1981 كان عرض الفرقة الثانية، التي تتكون حاليا من الأقسام الشمالية والجنوبية مع كل الأندية 18.